# Elnaz Kompanizare
Elnaz Kompanizare (* 4. Dezember 1989 in Schiras) ist eine iranische Hürdenläuferin, die sich auf die 100-Meter-Distanz spezialisiert hat und aktuell Inhaberin des Landesrekordes ist.

## Sportliche Laufbahn
Erste internationale Erfahrungen sammelte Elnaz Kompanizare 2010 bei den Hallenasienmeisterschaften in Teheran, bei denen sie im 60-Meter-Hürdenlauf in 9,49 s die Bronzemedaille hinter Wong Wing Sum aus Hongkong und ihrer Landsfrau Somayyeh Mehrban. Zwei Jahre später schied sie bei den Hallenasienmeisterschaften in Hangzhou mit 9,15 s im Vorlauf aus. 2016 wurde sie bei den Hallenasienmeisterschaften in Doha in 8,82 s Sechste über die Hürden und gewann mit der iranischen 4-mal-400-Meter-Staffel in 4:06,51 min die Silbermedaille hinter dem Team aus Bahrain. Zwei Jahre darauf gewann sie bei den Hallenasienmeisterschaften in Teheran in neuem Landesrekord von 8,46 s die Silbermedaille über die Hürden hinter der Kasachin Äigerim Schynasbekowa. 2019 nahm sie erstmals auch an den Freiluftasienmeisterschaften in Doha teil und schied dort mit 14,12 s in der ersten Runde aus. 2024 gelangte sie bei den Hallenasienmeisterschaften in Teheran mit 8,42 s auf den siebten Platz über 60 m Hürden.
In den Jahren 2018, 2019 und 2023 wurde Kompanizare iranische Meisterin im 100-Meter-Hürdenlauf sowie 2014 und 2024 Hallenmeisterin über 60 m Hürden.

## Persönliche Bestleistungen
- 100 m Hürden: 13,64 s (+0,2 m/s), 18. August 2023 in Teheran (iranischer Rekord)
  - 60 m Hürden (Halle): 8,39 s, 25. Januar 2024 in Teheran (iranischer Rekord)